# Gaertnera lowryi
Gaertnera lowryi är en måreväxtart som beskrevs av Simon T. Malcomber. Gaertnera lowryi ingår i släktet Gaertnera och familjen måreväxter. Inga underarter finns listade i Catalogue of Life.